# Свяжи меня!
«Свяжи́ меня́!» (исп. ¡Átame!) — романтическая комедия Педро Альмодовара, главные роли в которой исполнили Антонио Бандерас и Виктория Абриль.

## Сюжет
Рики (Антонио Бандерас) выписывается из психиатрической клиники и начинает преследовать актрису Марину (Виктория Абриль), с которой имел случайную связь год назад во время одного из побегов. Марина — порнозвезда и наркоманка. Рики похищает её и держит связанной, пока сам спит или вынужден отлучаться по делам. Постепенно у похищенной развивается стокгольмский синдром, и она влюбляется в Рики. Ей выпадает шанс спастись, однако она вместе с сестрой отправляется на поиски Рики в деревню, которую тот мечтал посетить. Лола, сестра Марины, обещает Рики найти хорошую работу.

## В ролях
- Виктория Абриль — Марина
- Антонио Бандерас — Рики
- Лолес Леон — Лола
- Пако Рабаль — режиссёр
- Хульета Серрано — жена режиссёра
- Росси де Пальма — торговка наркотиками
- Мария Барранко — врач

В качестве матери Марины в фильме появляется Франсиска Кабальеро — мать режиссёра.

## Анализ
Режиссёр предлагает зрителям задуматься о том, что отношения полов и брак подобны стокгольмскому синдрому. По словам режиссёра, у главного героя в жизни нет ничего, кроме животной воли. И именно благодаря ей, силой, он достигает всего в жизни, включая любовь. Главный герой, несмотря на свой инфантилизм, стремится казаться взрослым и найти недостающую семью. В конце концов это ему удаётся. По словам режиссёра, Бандерас играет Рики так, как если бы тому было лет 10.

## Прокатная судьба
Фильм вышел в испанский прокат в январе 1990 года и стал абсолютным лидером проката за год. За пределами Испании он впервые был показан на Берлинском кинофестивале, причём посредине премьерного показа вышел из строя кинопроектор. Британские и немецкие критики приняли картину в штыки. Например, рецензент Sight & Sound назвал фильм «весьма банальным, схематичным и фактически лишённым чувства юмора».
В США против фильма ополчились консервативные ревнители морали и феминистки. Режиссёра обвиняли в пропаганде насилия над женщинами. Нарекания вызвали продолжительность сцены секса, игра главной героини с вибратором и моменты, когда женщины садятся на унитаз, чтобы помочиться. Судебные споры вокруг прокатного рейтинга привели к введению новой категории NC-17. В Северной Америке лента собрала свыше $ 4 млн, что по меркам 1990 года для фильма на иностранном языке было солидной суммой.

## Музыка
Музыку к фильму написал Эннио Морриконе. Альмодовар остался недоволен его работой и использовал меньше половины подготовленного музыкального материала. Ему показалось, что основная тема слишком напоминает музыку Морриконе, которая звучит в фильме Р. Поланского «Неистовый» (1988).